# Chicle

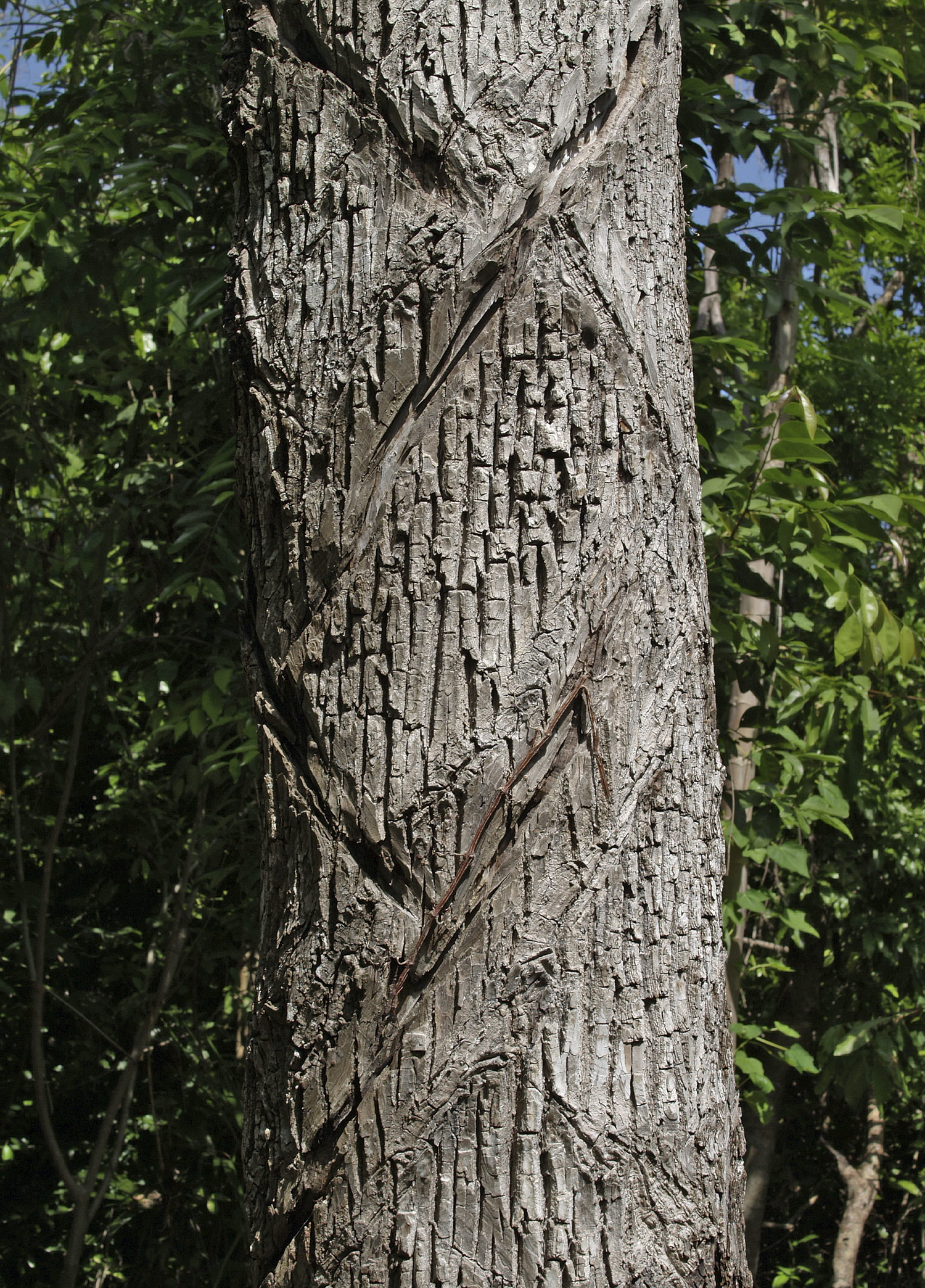
Zářezy ve stromu indikují získávání latexu

Chicle či počeštěně čikle je druh přírodního elastomeru, který poskytuje jihoamerický druh Manilkara zapota z čeledi zapotovité (Sapotaceae). Vzniká vařením latexu, který se získává nařezáváním kůry tohoto druhy. Z chicle se vyrábí žvýkačky.